# Rafael Cruz Ocaña
Rafael Cruz Ocaña är en ort i Mexiko.   Den ligger i kommunen La Trinitaria och delstaten Chiapas, i den sydöstra delen av landet, 900 km sydost om huvudstaden Mexico City. Rafael Cruz Ocaña ligger 720 meter över havet och antalet invånare är 143.
Terrängen runt Rafael Cruz Ocaña är platt västerut, men österut är den kuperad. Runt Rafael Cruz Ocaña är det ganska glesbefolkat, med 47 invånare per kvadratkilometer. Närmaste större samhälle är Rodulfo Figueroa, 9,0 km öster om Rafael Cruz Ocaña. Omgivningarna runt Rafael Cruz Ocaña är en mosaik av jordbruksmark och naturlig växtlighet.